# Johannes Mensinga
Johannes Mensinga (Groningen, 1635 - Groningen, 3 maart 1698) was een Nederlandse dichter, rector en hoogleraar in welsprekendheid, geschiedenis en Grieks.

## Biografie
Johannes Mensinga werd in 1635 in Groningen geboren als zoon van Menso Mensinga en Lammetta Hoving.
Hij ontving een wetenschappelijke opvoeding op de Latijnse scholen en werd op 23 april 1653 student aan de Hoogeschool. Hier kreeg hij les van Joachim Borgesius (1625-1666) in de wijsbegeerte en de oude letteren. Daarna bezocht hij de Universiteit van Franeker voor colleges van Johannes Jacobus Wissenbach (1607-1665), het Athenaeum Illustre te Deventer voor colleges van de classicus Johann Friedrich Gronovius (1611-1671) en de Universiteit Leiden voor de lessen van de theoloog Johannes Coccejus (1603-1669). 
Mensinga was door de Groningse jonker Johan Sickinghe (van de Warffumborg) aangesteld als gouverneur voor twee van zijn kleinzoons. Mensinga bezocht Rudolph Sickinghe en zijn broer Peter op de academiën te Heidelberg en Straatsburg. 
In 1663 werd hij benoemd tot hoogleraar in de welsprekendheid, geschiedenis en het Grieks aan het gymnasium te Duisburg. Later werd hij aan datzelfde gymnasium bekroond met een eredoctoraat. Op 16 september 1669 hield zijn inwijdingsrede als aangesteld professor in de eloquentie (retorica). De curatoren droegen hem daarnaast het onderwijs in de geschiedenis op. Op 8 november 1672 sprak hij tijdens een bijeenkomst voor de studenten van de militaire compagnie. Hier werden zilveren erepenningen uitgereikt voor de bewezen verdiensten tijdens het Ontzet van Groningen eerder dat jaar. In de periode 1682-1683 werd Mensinga benoemd tot rector van de Rijksuniversiteit Groningen. Diezelfde aanstelling volgde in de periodes 1683-1684 en 1691-1692. Mensinga verwierf daarnaast bekendheid met zijn Latijnse gedichten. 
In 1675 trouwde hij met Elisabeth Geldorp, dochter van dr. H Geldorp. Na zijn overlijden in 1689 hield de hoogleraar Alexander Pagenstecher een grafrede en in de weken daarna verschenen vele lijkzangen afkomstig van verschillende dichters uit het land.